# Люстнер, Луи
Луи Люстнер (нем. Louis Lüstner; 30 июня 1840, Бреслау — 24 января 1918, Висбаден) — немецкий скрипач и дирижёр.
Третий сын скрипача Игнаца Петера Люстнера. Как и остальные четверо, учился у своего отца, с юных лет играл в струнном квартете под его руководством. В 1874—1905 гг. главный дирижёр оркестра в Висбадене, в течение ряда лет возглавлял также местную Певческую академию. В период люстнеровского руководства с оркестром выступали в качестве солистов Клара Шуман, Йозеф Иоахим, Камиль Сен-Санс, Пабло Сарасате и другие крупнейшие музыканты.
Наиболее известен творческим содружеством с композитором Иоахимом Раффом: Висбаденский оркестр под управлением Люстнера исполнил премьеры пяти симфоний Раффа, с 7-й по 11-ю (последнюю — уже после смерти композитора), а также ряда других его оркестровых сочинений.